# Baron Churchill of Whichwood
Baron Churchill, of Whichwood in the County of Oxford, ist ein erblicher britischer Adelstitel in der Peerage of the United Kingdom.

## Verleihung und weitere Titel
Der Titel wurde am 11. August 1815 für Lord Francis Spencer geschaffen. Dieser war ein jüngerer Sohn des 4. Duke of Marlborough und seit 1801 Abgeordneter im House of Commons.
Dessen Enkel, Victor Spencer, 3. Baron Churchill, wurde am 14. Juli 1902 auch zum Viscount Churchill, of Rolleston in the County of Leicester, erhoben. Die Viscountcy erlosch beim Tod von dessen jüngerem Sohn, dem 3. Viscount, am 18. Oktober 2017. Die Baronie fiel daraufhin an dessen Onkel dritten Grades als 6. Baron.

## Liste der Barone Churchill of Whichwood (1815)
- Francis Spencer, 1. Baron Churchill (1779–1845)
- Francis Spencer, 2. Baron Churchill (1802–1886)
- Victor Spencer, 1. Viscount Churchill, 3. Baron Churchill (1864–1934)
- Victor Spencer, 2. Viscount Churchill, 4. Baron Churchill (1890–1973)
- Victor Spencer, 3. Viscount Churchill, 5. Baron Churchill (1934–2017)
- Richard Spencer, 6. Baron Churchill (1926–2020)
- Michael Spencer, 7. Baron Churchill (* 1960)

Titelerbe (Heir Presumptive) ist der Bruder des aktuellen Titelinhabers, Hon. David Spencer (* 1970).